# Adult Time
Adult Time est une plateforme pornographique de service de streaming exclusivement réservé à un public adulte.

## Histoire
Créée par le studio canadien Gamma Entertainement en 2018, la plateforme est surnommée le « Netflix du porno » par les médias grand public. La plateforme a été conçue pour offrir une alternative de qualité aux sites gratuits, en proposant des contenus originaux et diversifiés. Adult Time propose plus de 400 chaînes, 60 000 épisodes et plus de cinq nouvelles sorties par jour provenant des studios les plus reconnus, comme par exemple : Girlsway, Pure Taboo, Burning Angel, Fantasy Massage, 21 Sextury, Anatomik Media et Vivid Entertainment ainsi que des séries originales et des longs métrages. la plateforme couvre une large gamme de genres et de thématiques, s'adressant à une audience diversifiée,.
La directrice de la création, Bree Mills, a joué un rôle central dans le développement d'Adult Time. Productrice et réalisatrice reconnue dans l'industrie, elle a pour ambition de révolutionner le divertissement pour adultes en mettant l'accent sur des productions scénarisées et inclusives.
En novembre 2020, Adult Time devient disponible sur Amazon Fire TV.

### Fonctionnement
L'interface utilisateur est conçue pour être intuitive, rappelant celle des services de streaming grand public. Les abonnés peuvent naviguer facilement entre les différentes catégories, découvrir de nouvelles séries et personnaliser leur expérience en fonction de leurs préférences.
Du contenu en réalité virtuelle est également disponible.

## Impact sur l'industrie
Depuis son lancement, Adult Time a eu un impact significatif sur l'industrie du divertissement pour adultes. En se positionnant comme étant le « Netflix du porno », la plateforme a mis en avant l'importance de contenus de haute qualité et scénarisés, contrastant avec les productions souvent standardisées disponibles gratuitement en ligne.
L'engagement d'Adult Time envers l'inclusivité et la diversité se reflète dans ses productions. Des séries comme Shape of Beauty célèbrent la beauté des modèles de grande taille, tandis que Transfixed met en lumière des performers transgenres, offrant ainsi une représentation plus large des sexualités et des identités de genre.
En collaborant avec des créateurs influents et en investissant dans des productions originales, Adult Time a redéfini les standards de l'industrie, prouvant que les consommateurs sont prêts à payer pour du contenu adulte de qualité supérieure.

## Liste des sites
Le site héberge de nombreux studios spécialisé ou proposant des thèmes différents de pornographie (hétéro, lesbien, trans, bisexuel et gay).

## Récompenses
Depuis sa création, Adult Time a remporté 6 récompenses individuelles et a été associé à plus de 80 récompenses lors des différentes cérémonies de remise de prix de l'industrie comme, par exemple, les AVN Awards et les XBIZ Awards.

### Récompenses individuelles
- Site Payant de l’année aux XBIZ Awards 2020[10]
- Meilleure site web pour adultes aux XRCO Awards 2020[11]
- Marque Web mondiale de l’année aux XBEU Awards 2021[12]
- Marque Web mondiale de l’année aux XBEU Awards 2022[13]
- Studio de l’année aux XBIZ Awards 2023[14]
- Meilleure Compagnie de productions aux NMAE 2023[15]
- Site payant de l’année aux XMA Awards (anciennement XBIZ Awards) 2025 [16]
- Site web pour adultes préféré aux XRCO Awards 2025 [17]